# St-Sernin (Toulouse)

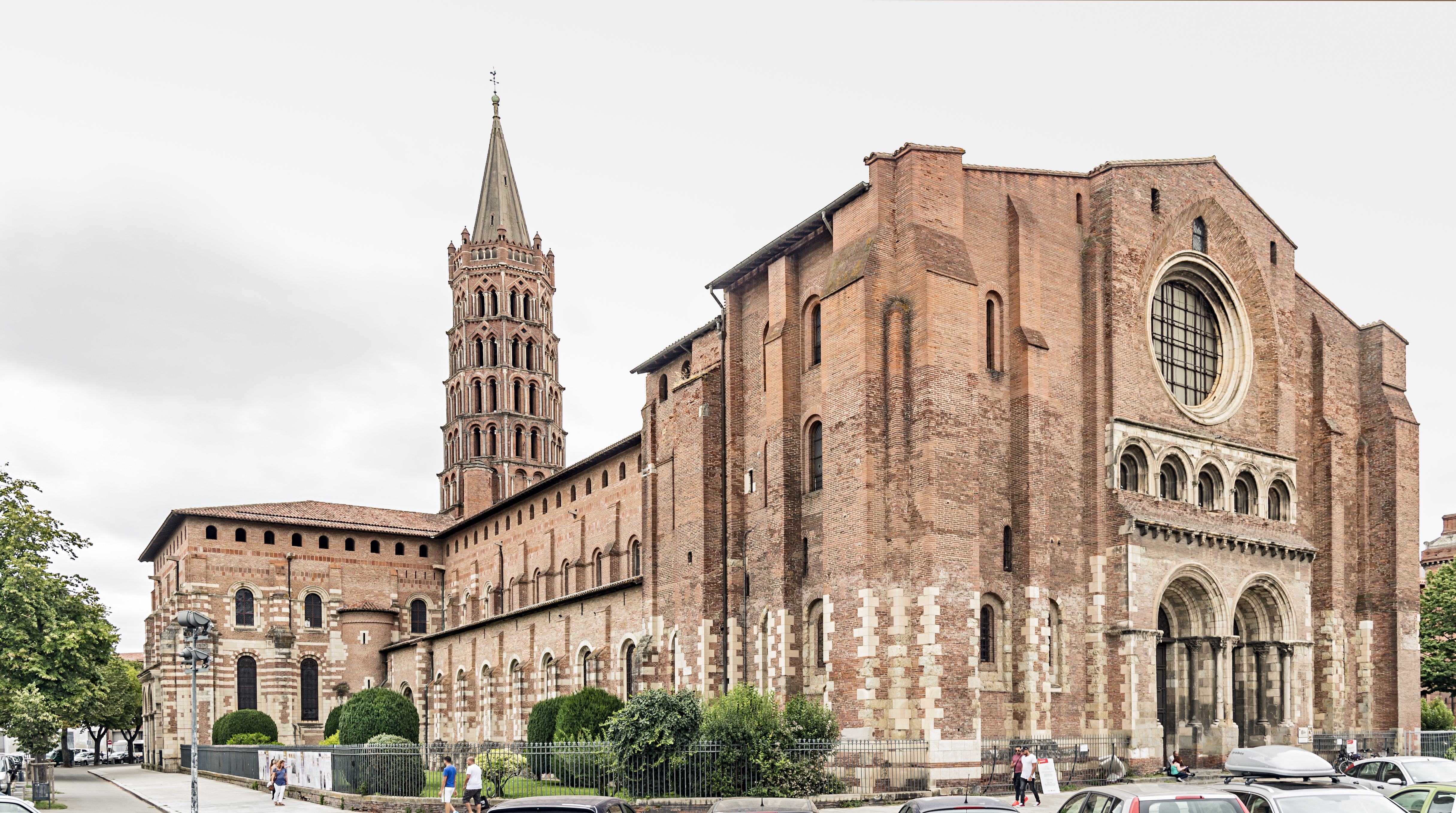
Gesamtansicht von Westen

Querschnitt

Die „Basilika“ Saint-Sernin ist ein Wahrzeichen von Toulouse. Sie trägt den Rang einer Basilika minor. Sie verbindet die Bauformen einer Staffelhalle, einer Emporenhalle und – mit den niedrigen äußeren Seitenschiffen – einer Basilika. Die Pilgerkirche wurde über dem Grab des Heiligen Saturninus, Bischof von Toulouse, gebaut, der 250 einen Märtyrertod starb (Sernin ist eine verschliffene Form zu Saint-Saturnin). Sie ist Bestandteil des französischen Jakobsweges von Arles nach Santiago de Compostela und gehört in diesem Rahmen seit 1998 zum UNESCO-Weltkulturerbe.

## Architektur

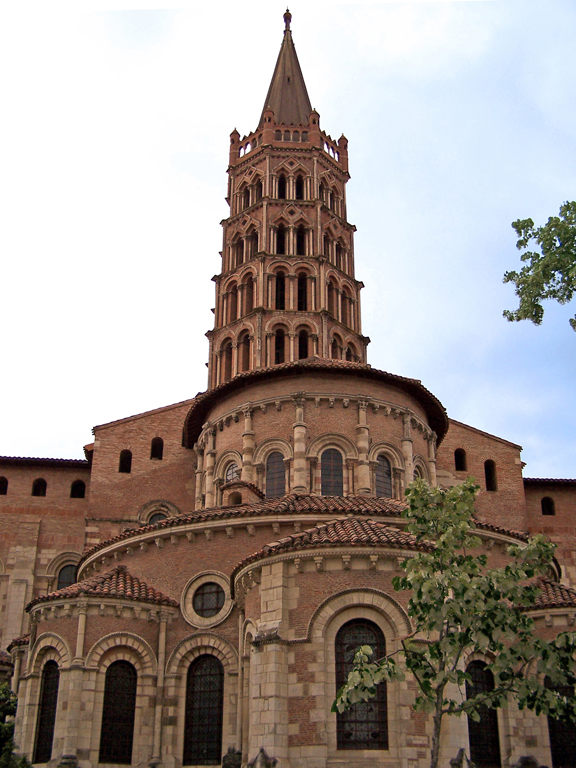
Umgangschor, Kapellen, Turm

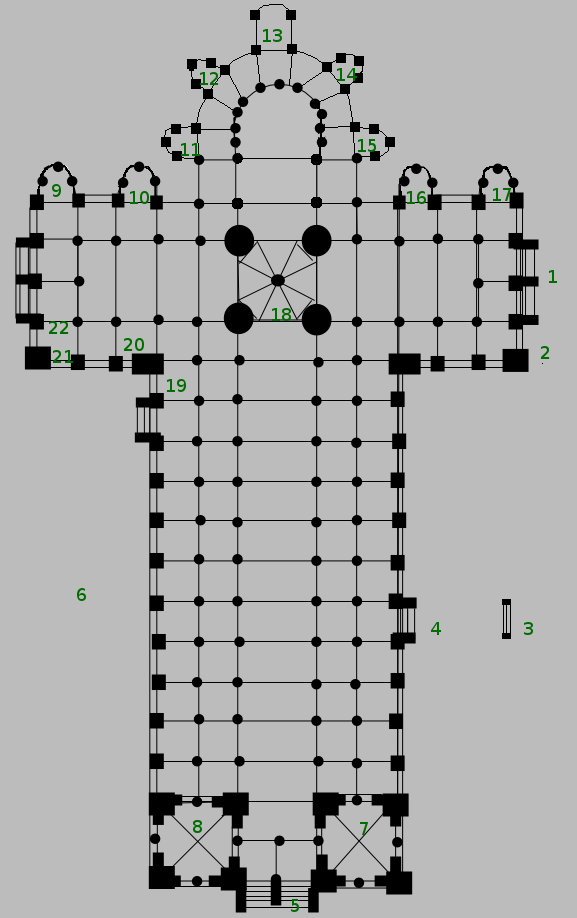
Grundriss

Wie viele Gebäude in Toulouse, der ville rose, wurde auch sie aus roten Steinen gebaut, großenteils aus Backstein. Über ihrer Vierung erhebt sich der achteckige Glockenturm mit sechs Freigeschossen und spitzem Turmhelm. Ein Paar Westtürme sind im Grundriss angelegt, sie überragen zwar die niedrigen äußeren Seitenschiffe, aber nicht das Hallenschiff, sodass sich ein beinahe kubischer Westbau mit gering geneigtem Satteldach ergeben hat.
Die Bauzeit liegt zwischen 1077 und 1119 (Altarweihe 1096). Saint-Sernin ist die größte erhaltene romanische Kirche Frankreichs. Ihre Größe ist in ihrer Funktion als Pilgerkirche begründet. Die Gesamtlänge beträgt 115 m, die Querhaustiefe 64 m, die Höhe des Mittelschiffs 21,10 m, die Breite des Langhauses 32,50 m, die Höhe des Glockenturms 65 m. Zusammen mit der Sainte-Foy von Conques gehört Saint-Sernin zu den Höchstleistungen der romanischen Architektur des Languedoc.
Die Inneren Seitenschiffe dieser Kirche bestehen aus zwei Etagen. Die untere ist mit einem Kreuzgratgewölbe gedeckt, das etwas höher liegt als dasjenige der äußeren Seitenschiffe. Diese unteren Gewölbe der inneren Seitenschiffe tragen Emporen, die durch Außenfenster beleuchtet werden, die als Obergaden über den Dächern der äußeren Seitenschiffe liegen. Die Decken der inneren Seitenschiffe oberhalb der Emporen sind halbe Tonnengewölbe, die sich an die Basis des Tonnengewölbes des Mittelschiffs lehnen. Gegliedert sind diese halben Tonnengewölbe durch vollständige Rundbögen, die ebenso wie die obere Arkade zwischen Haupt- und inneren Seitenschiffen auf dem Niveau der Basis des Mittelschiffsgewölbes ihren Scheitel haben. Oberhalb dieser Gewölbebasis gibt es keine Seitenfenster. Somit bilden die drei inneren Schiffe zusammen eine Pseudo- und Emporenbasilika, alle fünf Schiffe zusammen aber eine Basilika.

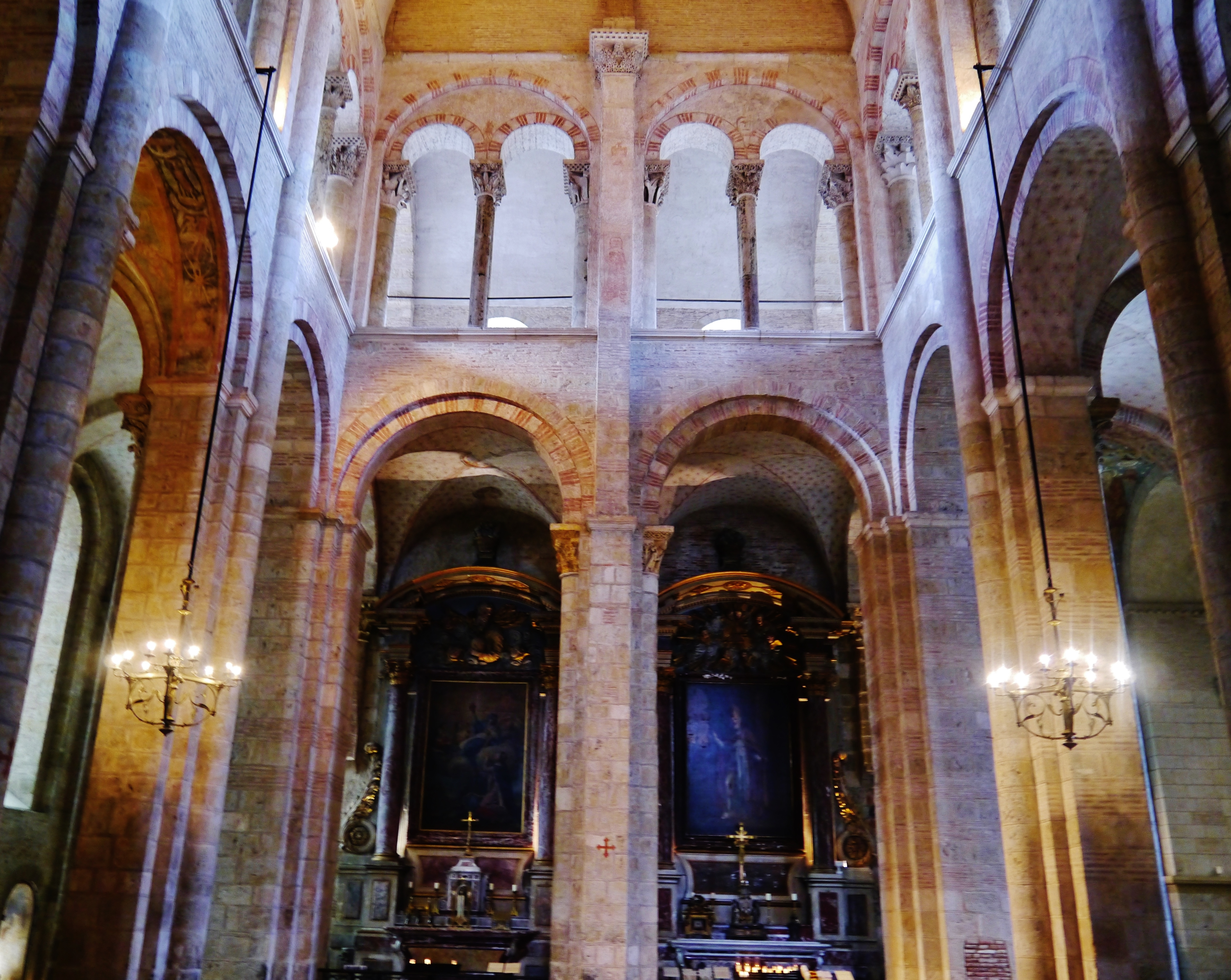
Arkaden im Nordquerhaus: Naturstein und Backstein

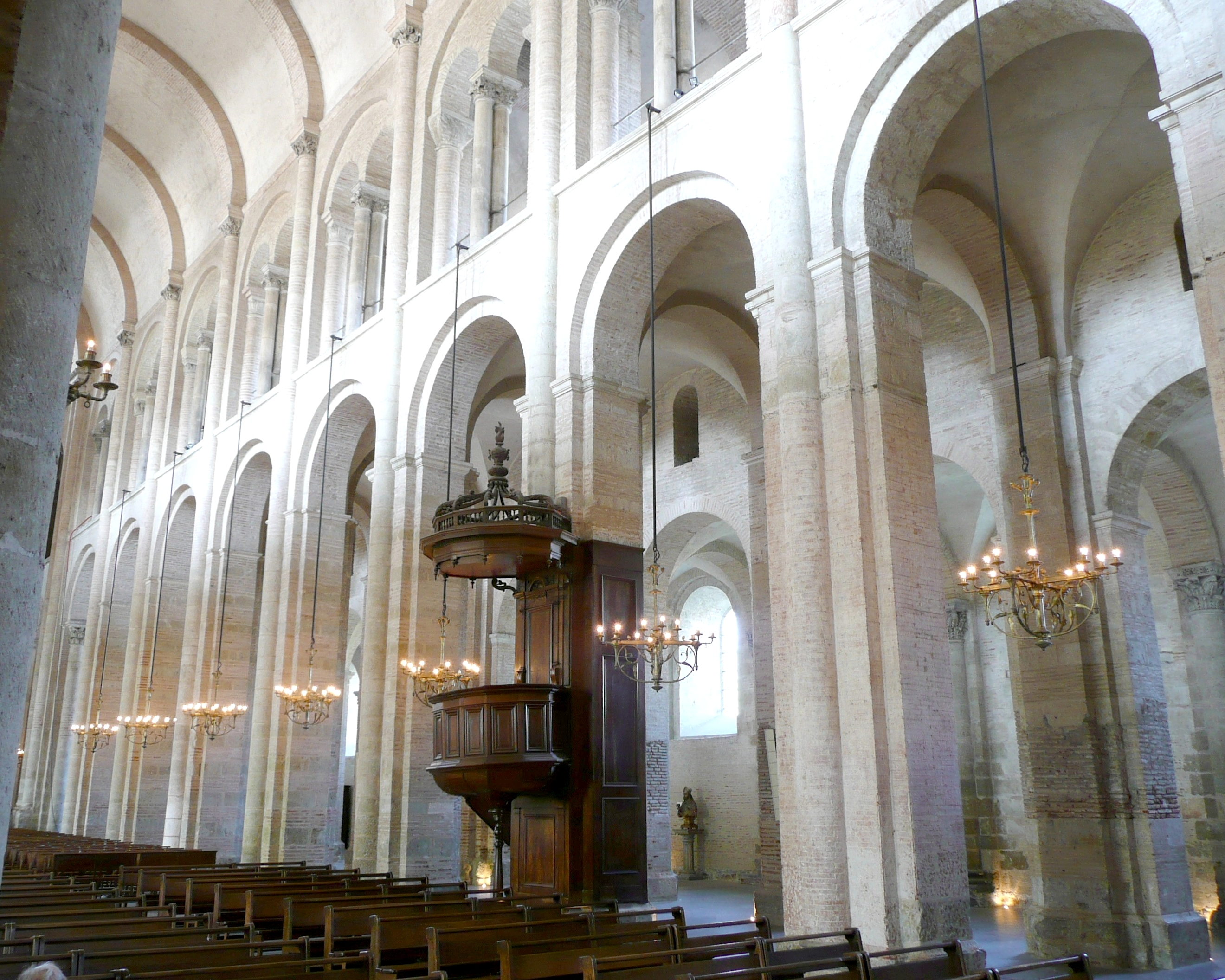
Mittelschiff mit Empore, inneres und äußeres Seitenschiff

In dem Höhenbereich zwischen den Emporen der inneren und den Gewölben der  äußeren Seitenschiffe befindet sich ein niedriges Galeriegeschoss mit Arkaden zu den inneren Seitenschiffen und kleinen Fenstern in den Außenwänden, die aber nur wenig zur Beleuchtung der Kirchenschiffe beitragen. 
Das Hochschiff entstand erst nach 1118. Von jedem Pfeiler steigt zu den Gurtbögen der Tonne ein Dienst auf. Das weitausladende dreischiffige Querhaus hat östliche Apsiden. Über der Vierung erhebt sich eine achteckige Kuppel über Trompen, die vom Viereck zum Achteck überleiten. Der Chor besitzt einen Umgang und fünf Radialkapellen, wobei die Achskapelle verlängert ist. Die reich entwickelte Außengliederung des Chores differenziert das Vorbild der Kathedrale von Nevers.

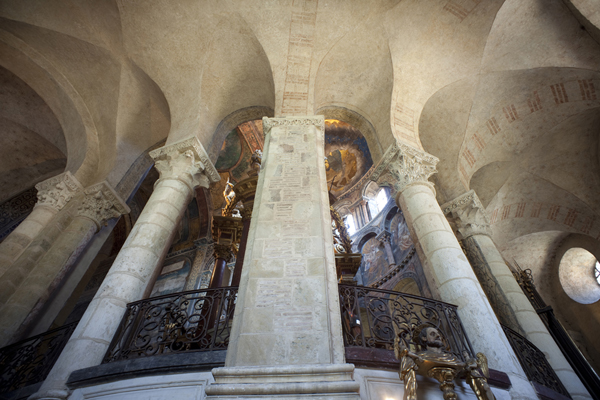
Chorumgang

Der Chorumgang ist mit einem umlaufenden Tonnengewölbe und Quertonnen gedeckt. Die Scheitel der inneren und äußeren Teile der Quertonnen treffen einander, so dass sich keine Stichkappentonne ergibt, sondern ein Kreuzgratgewölbe. Im Unterschied zu Mittelschiff und zu den Seitenschiffen des Langhauses hat das Gewölbe des Umgangs keine Gurtbögen.
Der ganze Bau war wohl um die Mitte des 12. Jahrhunderts vollendet. Mit seinen Dimensionen gehörte Saint-Sernin zu den größten und künstlerisch großartigsten Werken der romanischen Baukunst.
In der Vierung reicht der Kirchenraum um ein Geschoss über Mittelschiff und Querhaus hinaus. In den Geschossen darüber  ist der Vierungsturm gleichzeitig der Glockenturm dieser Kirche. Bei seiner Aufstockung in der Mitte des 13. Jahrhunderts wurden die Vierungspfeiler nachträglich verstärkt. Die dreieckigen Schlüsse der Fenster der beiden oberen Geschosse sind typisch für den gotischen Backsteinbau Südwestfrankreichs.
Die Westfassade wurde erst 1929 vollendet.
1838 wurde die Kirche als Monument historique unter Schutz gestellt, ab 1845 von Viollet-le-Duc (1814–1879) „restauriert“. Viollet konservierte nicht den damaligen Status, sondern verwirklichte sein Ideal eines harmonisch proportionierten romanischen Sakralbaues „mit römisch-griechischen Einflüssen“ – eine Auffassung, die bei heutigen Denkmalpflegern Widerspruch provoziert. Viollet formulierte sein Restaurationsprinzip folgendermaßen: „Ein Monument zu restaurieren bedeutet nicht, es zu unterhalten, zu reparieren oder zu erneuern, sondern den vollendeten Zustand herbeizuführen, der vielleicht niemals existiert hat.“
Die Kommission für historische Denkmäler hatte ihn 1845 mit der Sanierung von Saint-Sernin betraut. Viollet beabsichtigte, die einfachen Satteldächer über Längs- und Querschiff durch eine abgestufte Überdachung zu ersetzen, die wuchtigen Backsteinmauern mit Friesen zu schmücken und die Westfassade um zwei quadratische Türme zu ergänzen (art 5/90).

## Bildwerke

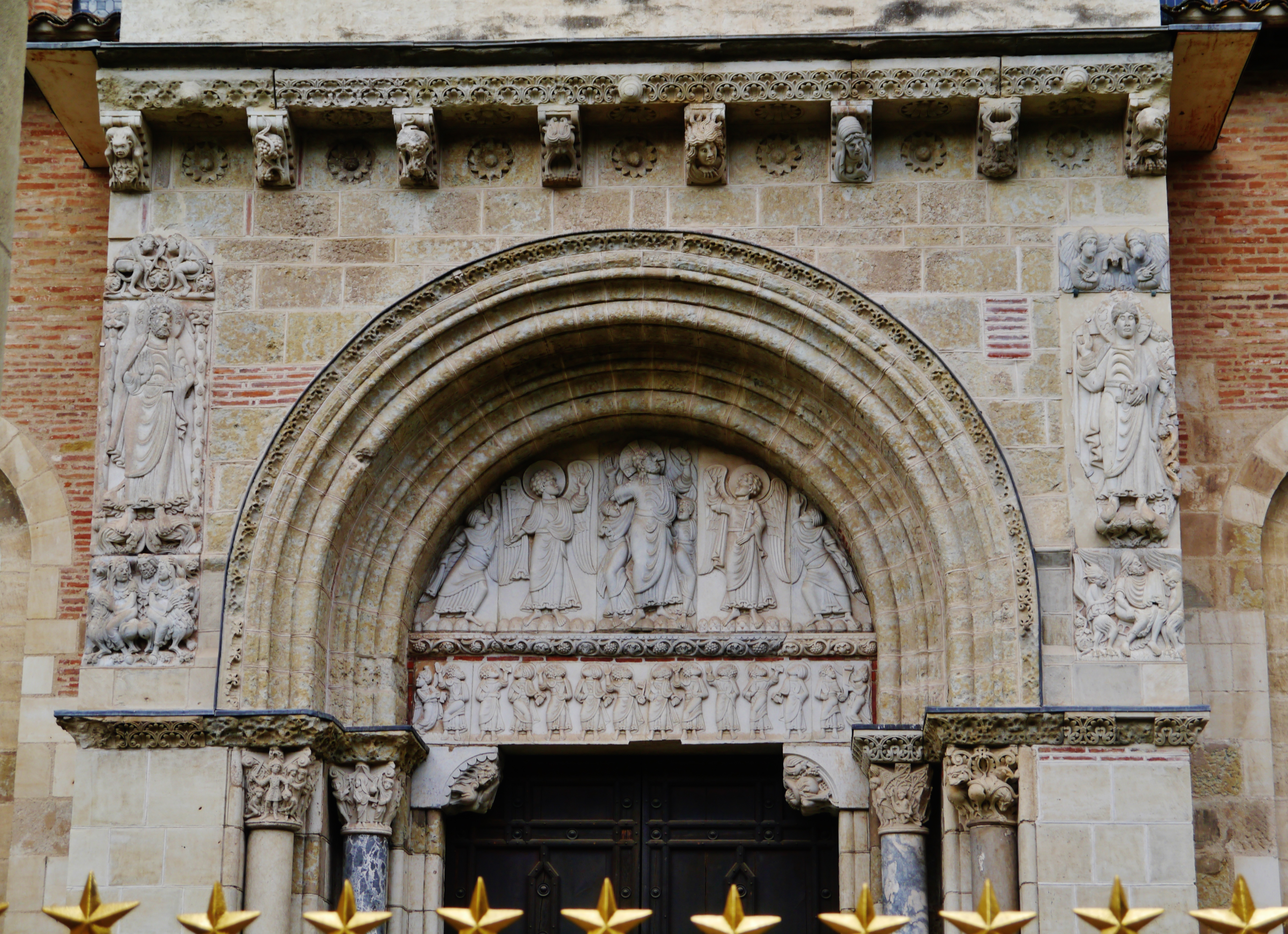
Tympanon der Porte Miègeville

### Porte Miègeville
Der vielleicht bedeutendste Schmuck an den Fassaden der Kirche ist das Säulenportal am südlichen Seitenschiff, die Porte Miègeville aus der Zeit um 1118. Das Tympanon zeigt die Himmelfahrt Christi, begleitet von vier Engeln; der Türsturz zeigt die aufschauenden Apostel; seitlich oberhalb der Kämpferzone stehen Petrus und Jakobus. Im architektonischen Gesamtaufbau wie im plastischen Stil zeigt dieses Portal enge Beziehungen zu der Puerta de las Platerías an der Kathedrale von Santiago de Compostela. An die vier aufwändigsten Tympana der französischen Romanik reicht die orte Miègeville allerdings nicht heran.

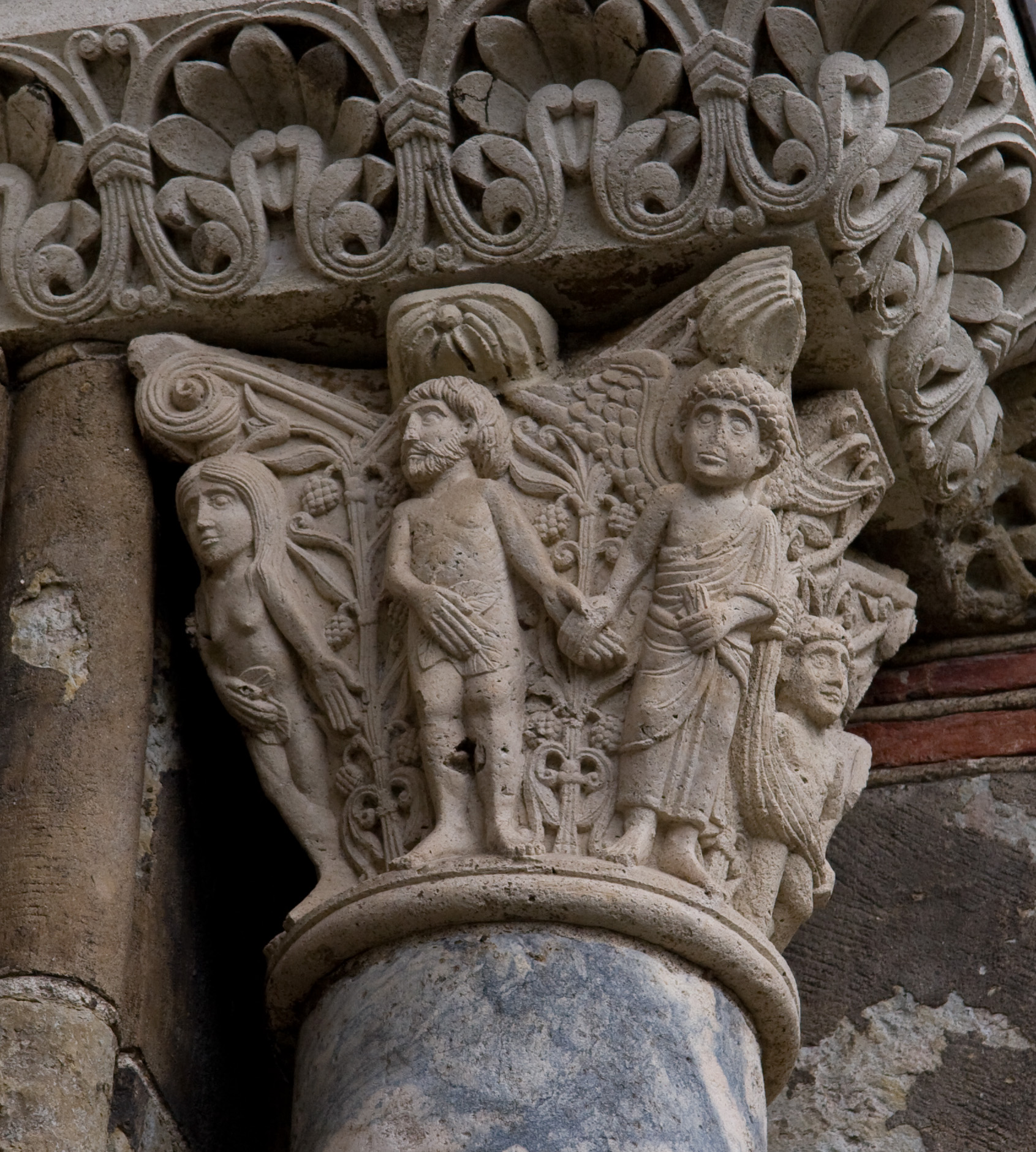
Vertreibung aus dem Paradies (rechts an der Porte Miègeville)
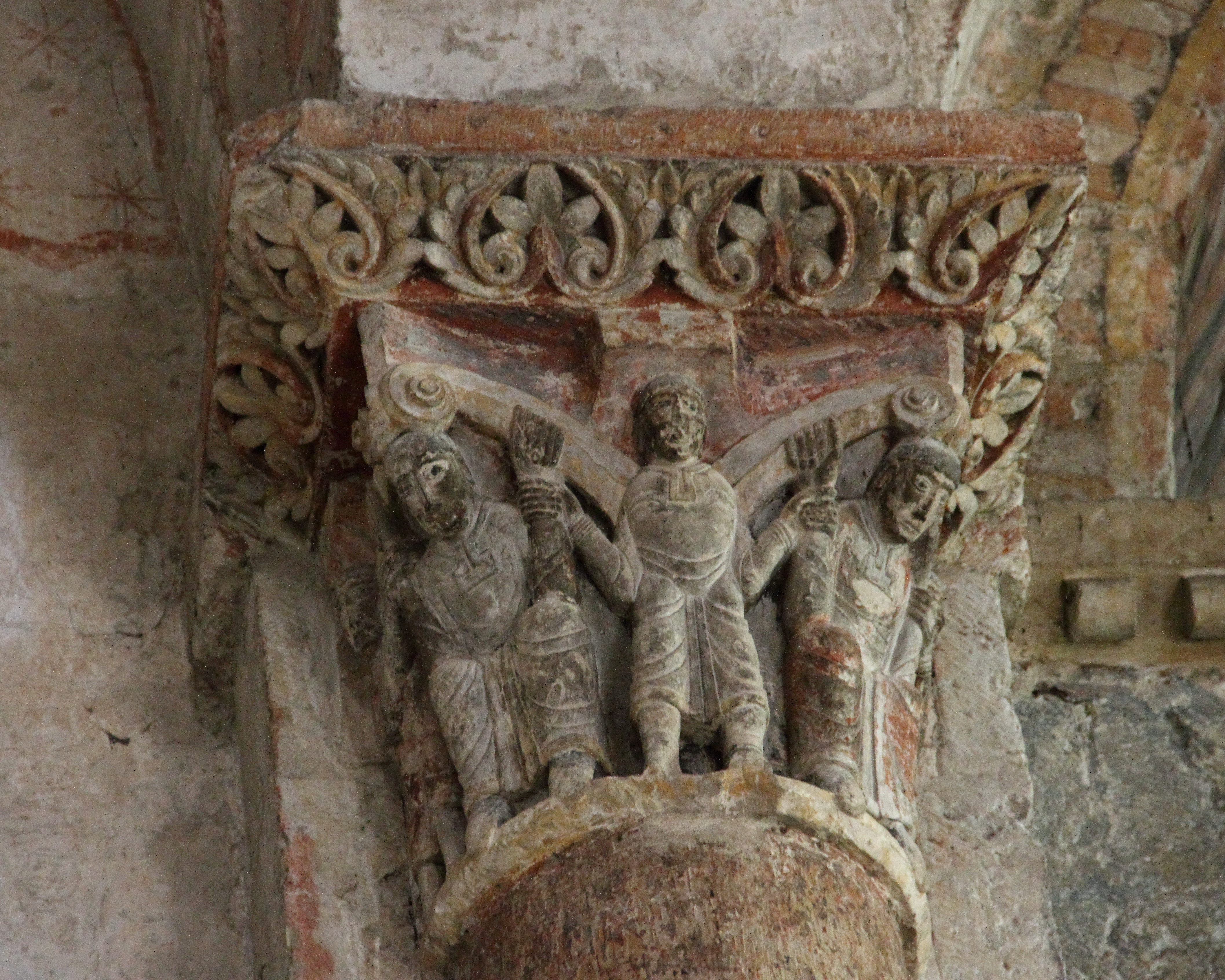
Reste mittelalterlicher Farbfassung

### Innenraum
Der Innenraum beherbergt über 260 plastische Werke.
- Der Hauptaltar von Bernardus Gelduinus (Bernard Gilduin)[3] entstand vor 1096. Die reich skulptierte Mensa aus weißem Marmor hat die Größe 2,23 × 1,34 m. Mit Gelduinus beginnt eigentlich die monumentale Skulptur der Hochromanik.
- Im Chorumgang sind sieben Marmorreliefs aus dem ausgehenden 11. Jahrhundert zu sehen: die Majestas domini, vier Engel und zwei Apostel. Es handelt sich um die erste großdimensionale Figurenplastik der Romanik. Charakteristisch ist die streng frontale Haltung, die Köpfe sind teilweise im Profil gegeben. Als Vorbilder dienten gallisch-römische Grabstelen.
- Erwähnenswert ist noch die Kapitellplastik des ausgehenden 11. und beginnenden 12. Jahrhunderts.

## Orgel

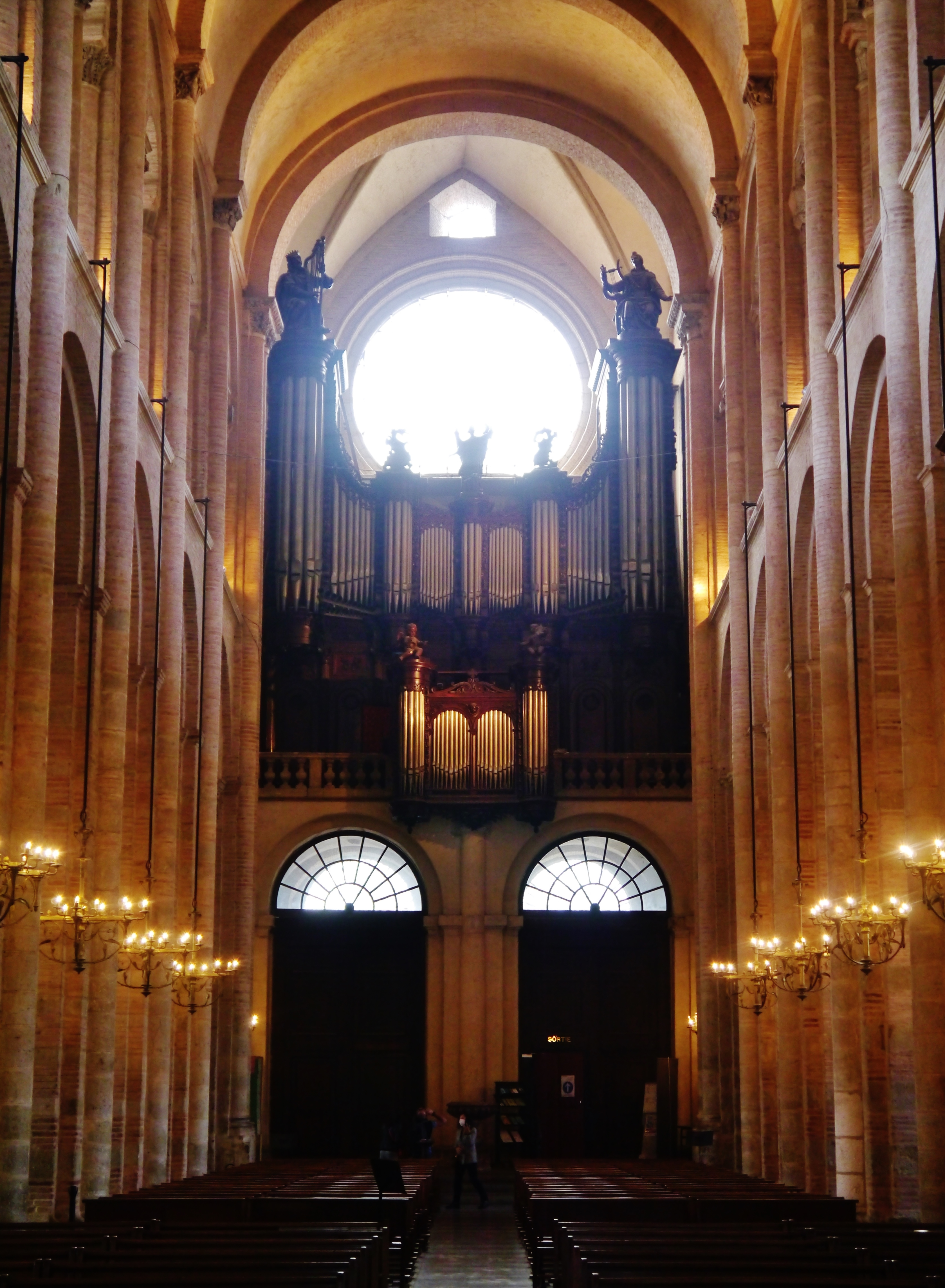
Westende des Mittelschiffs: Cavaillé-Coll-Orgel von 1888 – unter einem spitzbogigen Kreuzrippengewölbe

Ferner besitzt diese Kirche eine der bedeutendsten Orgeln des Orgelbauers Aristide Cavaillé-Coll, die 1888 erbaut wurde. Disposition:
| I Grand-Orgue        |       |
| Montre               | 16′   |
| Bourdon              | 16′   |
| Montre               | 8′    |
| Gambe                | 8′    |
| Bourdon              | 8′    |
| Salicional           | 8′    |
| Flûte harmonique     | 8′    |
| Prestant             | 4′    |
| Flûte octaviante     | 4′    |
| Quinte               | 2 ⁄3′ |
| Doublette            | 2′    |
| Fourniture V         |       |
| Cymbale IV           |       |
| Cornet V             |       |
| Bombarde             | 16′   |
| Trompette            | 8′    |
| Clairon              | 4′    |
| Clairon-doublette    | 2′    |
| Trompette-en-chamade | 8′    |
| Clairon-en-chamade   | 4′    |

| II Positif      |    |
| Montre          | 8′ |
| Cor de nuit     | 8′ |
| Salicional      | 8′ |
| Unda maris      | 8′ |
| Prestant        | 4′ |
| Flûte douce     | 4′ |
| Carillon III    |    |
| Trompette       | 8′ |
| Basson-Hautbois | 8′ |
| Clairon         | 4′ |

| III Récit expressif |     |
| Quintaton           | 16′ |
| Diapason            | 8′  |
| Flûte harmonique    | 8′  |
| Viole de Gambe      | 8′  |
| Voix céleste        | 8′  |
| Flûte octaviante    | 4′  |
| Octavin             | 2′  |
| Cornet V            | 8′  |
| Bombarde            | 16′ |
| Trompette           | 8′  |
| Basson-Hautbois     | 8′  |
| Clarinette          | 8′  |
| Voix humaine        | 8′  |
| Clairon harmonique  | 4′  |

| Pédale          |     |
| Principalbasse  | 32′ |
| Contrebasse     | 16′ |
| Grosse Flûte    | 16′ |
| Violoncelle     | 8′  |
| Flûte           | 4′  |
| Contre Bombarde | 32′ |
| Bombarde        | 16′ |
| Trompette       | 8′  |
| Clairon         | 4′  |